# Strzelanina w szkole w Iżewsku
Strzelanina w szkole w Iżewsku – strzelanina w szkole, która wydarzyła się 26 września 2022 roku w Iżewsku w Rosji; w wyniku strzelaniny zginęło 17 osób, 24 zostały ranne, a sprawca popełnił samobójstwo. Sprawcą strzelaniny był 34-letni Artiom Kazancew, który podczas ataku nosił koszulkę ze swastyką, a na broni miał napisane hasła nawiązujące do sprawców masakr w szkołach w Columbine i Kerczu.

## Tło
W Rosji, począwszy od 2018 roku, gdy wydarzyła się masakra w Kerczu, zaczęło coraz częściej dochodzić do strzelanin i ataków z użyciem noży w szkołach. Następnymi krwawymi zdarzeniami tego rodzaju były strzelanina w szkole w Kazaniu, strzelanina na uniwersytecie w Permie i strzelanina w przedszkolu w Wieszkajmie. Niektórzy rosyjscy komentatorzy, zazwyczaj niezależni od Kremla, zaczęli porównywać to zjawisko do także częstych strzelanin w szkołach w USA. Po masakrach w Kerczu, Kazaniu i Permie władze centralne Rosji zapowiadały wzmocnienie środków bezpieczeństwa w szkołach i ograniczenie dostępu do broni, ale podejmowane działania nie przyniosły pożądanych efektów. Strzelanina w Iżewsku z 18 ofiarami śmiertelnymi była najkrwawszą ze strzelanin w rosyjskich szkołach od czasu masakry w Kerczu. gdy zginęło 21 osób.
W związku z tym, że wielu zamachowców z rosyjskich szkół inspirowało się masakrą w Columbine High School, w lutym 2022 roku rosyjski Sąd Najwyższy uznał internetową społeczność zwaną Columbiners za organizację terrorystyczną, którą określono mianem ruchu Columbine. To posunięcie było krytykowane przez wielu niezależnych od władz na Kremlu ekspertów, którzy wskazywali na brak przesłanek, by uznawać subkulturę Columbiners za organizację terrorystyczną. Wskazywano na to, że wiele osób ze społeczności nie wyjawia morderczych przejawów, a wyłącznie interesuje się sprawą masakry w Columbine. Ostrzegano też, że nowe prawo może uderzyć w wolność słowa, gdyż jakakolwiek wzmianka o Columbine mogłaby zacząć być traktowana jako pochwała dla morderców; władze na Kremlu wcześniej usiłowały kłamliwie powiązać Columbiners m.in. ze zwolennikami opozycjonisty Aleksieja Nawalnego.

## Przebieg
Strzelanina miała miejsce w szkole średniej nr 88 w Iżewsku – uzbrojony napastnik zastrzelił ochroniarza, po czym wdarł się do jednej z klas i zaczął strzelać do dzieci, zabijając 11 z nich, 2 nauczycieli, 2 strażników i 2 inne osoby dorosłe, a następnie popełnił samobójstwo; wśród rannych osób znalazło się 14 dzieci, wiele wyskoczyło z okien próbując się ratować. Sprawca podczas ataku używał dwóch pistoletów, które były wiatrówkami policyjnymi przerobionymi na amunicję ostrą. Podczas ataku bohaterstwem odznaczył się jeden ze strażników szkoły, który poświęcił życie w obronie uczniów.
Sprawca przed atakiem był widziany w okolicach szkoły i uchwycony na nagraniach z kamer okolicznych budynków. Przy wejściu zastrzelił strażnika, po czym wbiegł do środka. W momencie ataku był ubrany na czarno i nosił kominiarkę. Świadkowie mówili, że sprawca strzelał w stronę ofiar, w tym dzieci, wiele razy. Uczniowie w klasach zaczęli się barykadować, a niektórzy wyskakiwać przez okna lub chować w szafach. Strzelec oddawał strzały do uczniów i osób na korytarzach i w klasach, których nie udało się zabarykadować na czas, strzelał też przez zamknięte drzwi. Sprawca po kilku minutach masakry popełnił samobójstwo w jednej z klas w szkole.
Pierwsze zgłoszenia medialne o strzelaninie pojawiły się o 11:14 na kontach lokalnych mediów na portalu społecznościowym Telegram.

## Sprawca
Sprawcą strzelaniny był 34-letni Artiom Kazancew, który wiele lat wcześniej ukończył szkołę, w której dokonał masakry. Był tak zwanym naśladowcą Columbine, na breloczkach do broni i magazynkach znaleziono napisy Nienawiść, Columbine, Eric i Dylan, nawiązujące do masakr w Columbine i Kerczu; sprawca ponadto wcześniej leczył się też psychiatrycznie na schizofrenię.
Miejscowe służby ustaliły, że sprawca większość czasu w życiu spędzał w całkowitej izolacji, grając w gry komputerowe i czytając w internecie artykuły o strzelcach szkolnych. W 2011 roku wykryto u niego schizofrenię i rozpoczęto jego leczenie psychiatryczne. Wcześniej, przez pewien okres, był leczony w szpitalu psychiatrycznym. Później zmieniono sposób leczenia na terapię lekami poza placówką. Rosyjskie służby uznały czyn za atak terrorystyczny motywowany ideologią ruchu Columbine, sprawca bowiem miał należeć do jednej z ekstremistycznych społeczności internetowych gloryfikujących masakrę w Columbine.
Około 20 minut przed atakiem Kazancew wysłał szkole e-maila o dziwacznej i ironicznej treści, w którym napisał:

Cześć, nazywam się Tamerlan. W artykułach w internecie proszę wskazać nienawiść jako jedyną przyczynę tego co się stało. To, co się zdarzyło nie jest atakiem terrorystycznym (Tak naprawdę nie obchodzi mnie jak zostanie to zaklasyfikowane). Nie grałem w grę Doc Z (ale lubię przeglądać różne rzeczy z tym związane). Największą przyczyną, przez którą poczułem, że chcę zabijać innych była gra komputerowa Allods Online (proszę, zakażcie tego). Nie słucham Morgershtern (obejrzałem jeden klip muzyczny i o mało co nie wyszła mi krew oczami i uszami). To nie jest żaden spisek tajnych służb (ale prezydent dał mi całą kasę, bym zakupił broń). Kupowanie broni nielegalnie jest w mojej opinii nawet łatwiejsze niż legalne jej nabywanie, ale nieco mniej wydajne (jednak tych, którzy idą w jedną stronę takie coś i tak nie powstrzyma). Środki tak zwanego bezpieczeństwa nie tylko w ogóle nie działają, ale zamieniają się w narzędzie korupcji (nawet nie mam pojęcia jak wielka jest skala korupcji w tym kraju, jak wiele kradną, ale już niedługo nie będę musiał o tym myśleć). Śmiałem się gdy czytałem wiadomości o tej strzelaninie na uniwersytecie w Permie o telefonie z pokrętłem do służb ratunkowych będących w praktyce policjantami z gwizdkami i pałkami (zajęło im cały rok, by to przewinienie wykryć). Najwyraźniej wszyscy się też baliśmy już przed rocznicą tego ataku (hahaha). Mam bilet w jedną stronę (i nawet wizja możliwości, że zostanę pojmany żywy i przeżyję mnie nie odstrasza). Ten dzień będzie najlepszym w moim tak zwanym życiu (wreszcie umrę). Doskonale rozumiem to, co będzie się działo w mediach (szum medialny wokół ataku będzie przez tydzień i zostanę zapomniany). Już widzę te wszystkie wasze głupie komentarze potępiające mnie, one też pojawiać się będą przez tydzień od ataku i zostaną szybko zapomniane (ja też uważam o was wszystko to samo jak wy uważacie o mnie i życzę wam tego samego po waszej śmierci).

## Reakcje
Po ataku wiele rosyjskich propagandowych mediów prorządowych zaczęło wiązać sprawcę strzelaniny z rzekomymi ukraińskimi organizacjami neofaszystowskimi, siejąc dezinformację na temat tego zdarzenia.
Prezydent Rosji Władimir Putin złożył kondolencje rodzinom ofiar ataku. W oświadczeniu Kremla ponadto pojawiła się niezweryfikowana i propagandowo wykorzystywana informacja jakoby sprawca miał powiązania z neofaszystowskimi organizacjami terrorystycznymi.
W regionie Udmurcji ogłoszono 3-dniową żałobę w reakcji na strzelaninę w szkole.